# Johann Eichentopf
Johann Heinrich Eichentopf (* um 1678 in Stollberg, Querfurt; † 30. März 1769 in Leipzig) war ein deutscher Musikinstrumentenmacher in Leipzig.

## Leben
Eichentopf führte ein bewegtes Leben. 1707 kam er als „abgedankter Soldat“ nach Leipzig und wurde hier von 1716 bis 1757 als „Instrumentalischer Pfeifenmacher“ erwähnt. Mit der Niederlegung des Bürgerrechts legte er wohl auch sein Meisterrecht nieder und stellte den Instrumentenbau ein. Er zog 1756 in das Johannishospital in Leipzig (an dessen Kirchenwand schon Johann Sebastian Bach begraben lag) und starb dort 1769 im Alter von 91 Jahren. Es wird berichtet, dass Johann Sebastian Bach Eichentopf schon aus seiner Köthener Hofkapellmeisterzeit kannte; er soll Eichentopf den Bau einer Oboe da caccia vorgeschlagen haben. Weitergehende Kontakte sind unbestätigt.
Eine Verwandtschaft mit dem Erbauer eines sich im Museum für Musikinstrumente der Universität Leipzig befindenden frühen Kontrafagotts, Andreas Eichentopf, konnte nicht nachgewiesen werden.

## Instrumente

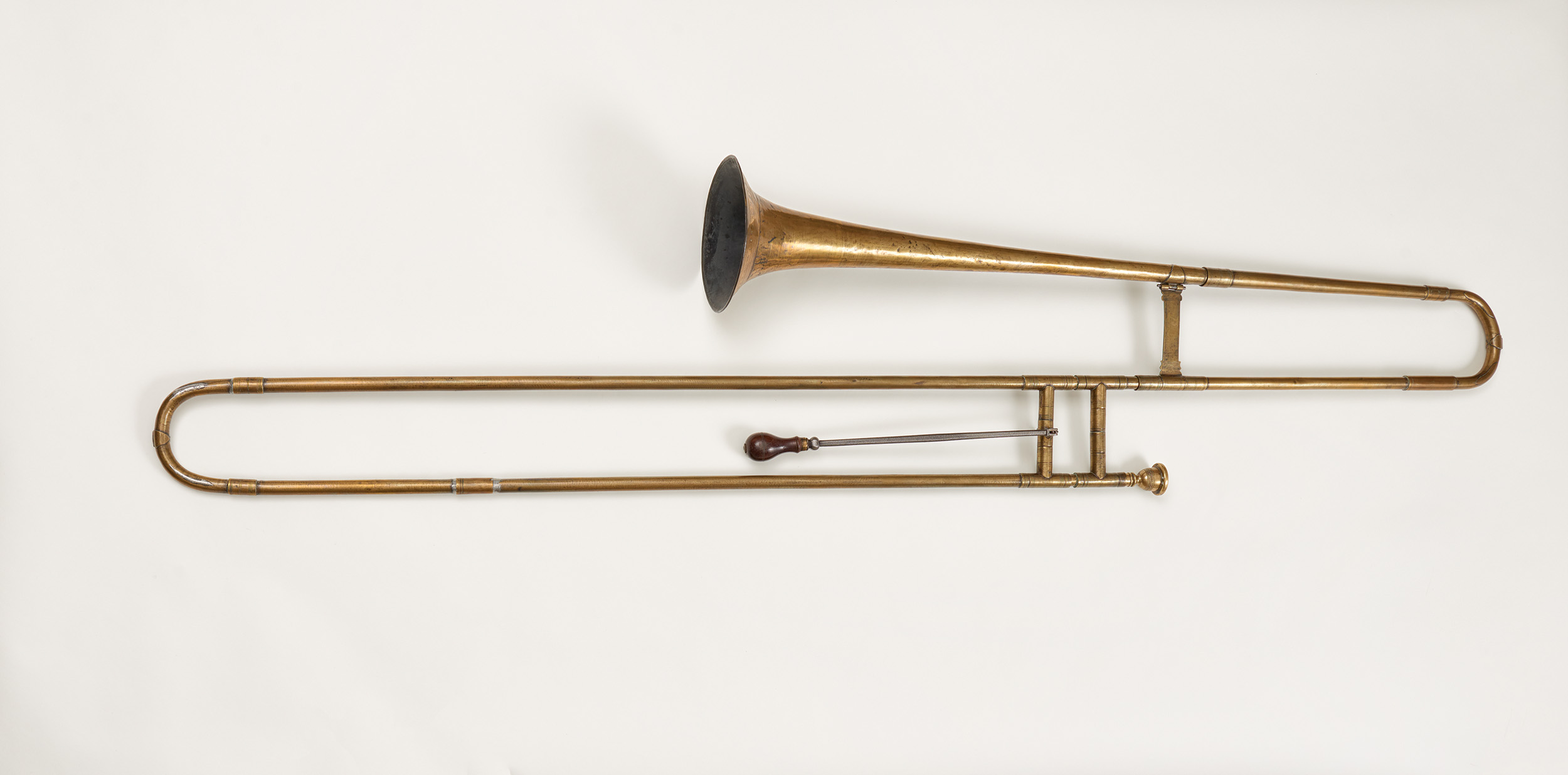
Zugposaune, signiert von J.H.Eichentopf, 1723. Focke-Museum Bremen

Eichentopf fertigte unterschiedlichste Holzblasinstrumente von sehr hoher Qualität. Neben Oboen verschiedener Bauart und Blockflöten existiert heute noch eine einzige Traversflöte von ihm, gefertigt ganz aus Elfenbein. Sie liegt im 2006 renovierten Museum für Musikinstrumente der Universität Leipzig, auf dem Gelände des ehemaligen Johannishospitals. Dieses Instrument ist nicht unverändert geblieben. Original ist wohl die seltene Stimmkork-Stellschraube, welche durch die Abschluss-Kappe hindurchgeht. Mit ihr konnte die Intonation der Oktaven schnell nachkorrigiert werden. Diese Stellschraube gilt als die erste ihrer Art und kann als Erfindung von Eichentopf betrachtet werden – eine Erfindung, die bis heute in jede moderne Querflöte eingebaut wird. Die ursprünglich von Eichentopf gebaute Flöte stand wohl in der Stimmtonhöhe a' = 392 Hz, wie die meisten französischen Traversflöten dieser Zeit. Untersuchungen und Vergleiche deuten darauf hin, dass der Innenkonus auch eng an die Flöten von Hotteterre und Rippert angelehnt ist. Jedoch hat die spätere Verkürzung auf 415-Hz-Größe ein hervorragendes, universell einsetzbares Spätbarock-Instrument ergeben, welches ganz ausgezeichnet trägt. Als Werkstattzeichen verwendete Eichentopf ein Andreaskreuz unter seinem Namenszug.